# Kolonia Jeżyce
Kolonia Jeżyce (Jeżyce-Kolonia) – niestandaryzowana miejscowość na obszarze wsi Jeżyce w Polsce, położona w województwie zachodniopomorskim, w powiecie sławieńskim, w gminie Darłowo. Leży 4 km na wschód od centrum Jeżyc oraz ok. 1 km na wschód od Nowego Krakowa.
Dawniej gromada Jeżyce kolonia w gminie Dobiesław w powiecie sławieńskim w województwie koszalińskim.
W latach 1975–1998 miejscowość położona była w województwie koszalińskim.